# Zapadanie grawitacyjne

Schemat mechanizmu zapadania grawitacyjnego gwiazdy

Zapadanie grawitacyjne, kolaps – zjawisko kurczenia się skupisk materii pod wpływem siły grawitacji. Jeden z najbardziej powszechnych procesów zachodzących we Wszechświecie w najróżniejszych skalach przestrzennych i czasowych, począwszy od formowania się gromad galaktyk, galaktyk, a skończywszy na narodzinach, ewolucji i śmierci gwiazd.
Zapadanie obłoków gazu zachodzi, gdy nie jest możliwe zachowanie równowagi hydrostatycznej, tzn. kiedy ciśnienie całkowite gazu nie jest w stanie zrównoważyć oddziaływań grawitacyjnych. Stan taki osiągany jest przez dowolne skupisko materii, które przekroczy masę krytyczną, zwaną masą Jeansa.
Czynnikiem odgrywającym znaczną rolę w tym procesie jest pole magnetyczne, które jest źródłem dodatkowego ciśnienia (ciśnienie magnetyczne) oraz pozwala na odprowadzenie z obłoku momentu pędu.
Obserwacje zapadania obłoków nie są możliwe bezpośrednio, ze względu na ich dużą nieprzezroczystość (poza zakresem fal radiowych). Proces ten obserwuje się pośrednio poprzez zjawiska mu towarzyszące (np. emisje maserowe w rodzących się protogwiazdach).
W końcowej fazie ewolucji masywnych gwiazd w jądrze gwiazdy jest zbyt mało paliwa, aby zachodzące tam reakcje termojądrowe mogły dostarczyć odpowiedniej ilości energii, potrzebnej do zachowania równowagi. W zależności od masy gwiazdy możliwe są trzy scenariusze:
- powstaje biały karzeł i ciśnienie zdegenerowanych elektronów zrównoważy grawitację.
- powstaje gwiazda neutronowa i ciśnienie zdegenerowanych neutronów zrównoważy grawitację.
- powstaje czarna dziura i nic nie będzie w stanie oprzeć się grawitacji.

W trakcie ewolucji masywnych gwiazd może dojść do bardzo gwałtownego kolapsu grawitacyjnego. Następujący po nim wybuch jest przyczyną rozbłysku supernowej.